# Szef pododdziału
Szef pododdziału – nazwa stanowiska etatowego w pododdziale przewidziana dla podoficera zajmującego się całokształtem spraw administracyjno-gospodarczych.
Szef pododdziału jest pomocnikiem dowódcy kompanii, baterii lub eskadry.